# Sumber Sari (Belitang II)
Sumber Sari is een bestuurslaag in het regentschap Ogan Komering Ulu van de provincie Zuid-Sumatra, Indonesië. Sumber Sari telt 2411 inwoners (volkstelling 2010).